# Michaelson Motor
Die Michaelson Motor Company war ein US-amerikanischer Motoren-, Motorrad- und Automobilhersteller in Minneapolis. Das Unternehmen wurde von den Brüdern Joseph M. und Walter E. Michaelson 1912 gegründet. Joseph M. Michaelson hatte bereits 1909 ein Motorrad für seinen Arbeitgeber, die Minneapolis Motorcycle Company, entworfen.

## Beschreibung
1914 wurde die Firma in Shapiro-Michaelson Motor Car Company umbenannt und begann mit der Herstellung von Kleinwagen. Die Fahrzeuge wurden zwar als Cyclecar bezeichnet, allerdings ist zweifelhaft, ob sie die Kriterien erfüllten. Ein erster Prototyp mit luftgekühltem Michaelson-V2-Motorrad-Motor mit 15 bhp (11 kW) Leistung wurde für die Minneapolis Automobile Show 1914 gebaut. Der Verkaufspreis sollte bei 400 US$ liegen.
Im April 1914 übernahm Lee W. Oldfield die Geschäfte der Firma und die beiden Brüder Michaelson schieden aus. Offensichtlich kam es nie zu einer Serienproduktion.

## Modelle
| Modell   | Bauzeitraum | Zylinder | Leistung       | Radstand | Aufbauten |
| -------- | ----------- | -------- | -------------- | -------- | --------- |
| Cyclecar | 1914        | 2 V      | 15 bhp (11 kW) |          |           |